# Danilo Galindo
Danilo Arturo Galindo (La Ceiba; 4 de marzo de 1963) es un futbolista hondureño retirado que jugó como defensa.

## Trayectoria
Apodado "Pollo", jugó para los equipos hondureños Platense, Vida, Olimpia y Palestino, así como en Perú para León de Huánuco y Ciclista Lima.
También jugó junto a su compatriota Nicolás Suazo en el Herediano de Costa Rica en 1994. Junto con Nahúm Espinoza, Juan Flores, Erick Fú, Juan Carlos Espinoza y Eugenio Dolmo Flores ganaron en el Olimpia la Copa de Campeones de la Concacaf en 1988.

### Participaciones en Campeonatos Concacaf
| Copa                                       | Sede   | Resultado  | Partidos | Goles |
| ------------------------------------------ | ------ | ---------- | -------- | ----- |
| Campeonato de Naciones de la Concacaf 1985 | Varias | Subcampeón | 1        | 0     |

## Clubes
| Club            | País       | Año       |
| --------------- | ---------- | --------- |
| Platense        | Honduras   | 1980-1986 |
| Vida            | Honduras   | 1986-1987 |
| Olimpia         | Honduras   | 1987-1992 |
| León de Huánuco | Perú       | 1992-1993 |
| Herediano       | Costa Rica | 1994      |
| Ciclista Lima   | Perú       | 1994-1995 |
| Olimpia         | Honduras   | 1995-1997 |
| Palestino       | Honduras   | 1997-1998 |

## Palmarés

### Títulos nacionales
| Título        | Equipo  | País     | Año     |
| ------------- | ------- | -------- | ------- |
| Liga Nacional | Olimpia | Honduras | 1986-87 |
| Liga Nacional | Olimpia | Honduras | 1987-88 |
| Liga Nacional | Olimpia | Honduras | 1989-90 |
| Liga Nacional | Olimpia | Honduras | 1995-96 |

### Títulos internacionales
| Título                           | Equipo  | País     | Año  |
| -------------------------------- | ------- | -------- | ---- |
| Copa de Campeones de la Concacaf | Olimpia | Honduras | 1988 |